# Yahoo Mail
Yahoo Mail (eigene Schreibung Yahoo! Mail) ist ein kostenloser, werbefinanzierter E-Mail-Dienst des Internet-Dienstleisters Yahoo. Er zählt neben den Angeboten von Google und Outlook.com zu den meistgenutzten Freemail-Diensten weltweit.
Über viele Jahre hinweg konnten User Benutzerkonten mit der Endung„@yahoo.com“, „@ymail.com“ oder einer nationalen Domain, beispielsweise „@yahoo.fr“ in Frankreich, „@yahoo.uk“ in Großbritannien, oder „@yahoo.it“ in Italien erstellen. Derzeit erlaubt Yahoo allerdings nur „@yahoo.com“- und „@myyahoo.com“-Benutzerkonten.

## Benutzeroberfläche
Nachdem 2004 die Beta-Phase einer neuen Oberfläche angelaufen war, wurde die finale Version ab Oktober 2007 schrittweise freigeschaltet. Sie erlaubte dank des Einsatzes von AJAX eine Benutzung, wie sie sonst nur lokal installierte E-Mail-Clients bieten (zum Beispiel Ziehen und Ablegen, und dank Registern kann man gleichzeitig mehrere E-Mails lesen und schreiben). Der Fokus lag ähnlich wie bei Gmail darauf, alte E-Mails nicht zu löschen und bei Bedarf die gesuchte Nachricht mittels integrierter Suchfunktion schnell zu finden. Eine Unterstützung von Microsofts Internet Explorer und Mozillas Firefox wird angestrebt. Die Nutzung mit Opera war, abgesehen von einigen wenigen Einschränkungen, ebenfalls möglich. Apples Browser Apple Safari wurde allerdings nicht unterstützt.
Es war schon 2007 zu erwarten, dass auch weitere Services von Yahoo! unter dieser Oberfläche zusammengefasst werden sollen. Teile von „Yahoo Kalender“ sowie das „Yahoo Adressbuch“ sind bereits integriert. Im Dezember 2012 hat Yahoo diese Erwartungen erfüllt und die letzte größere Überarbeitung von Yahoo Mail vorgenommen: Diesmal legten die Entwickler ihren Fokus besonders auf die einfache Bedienbarkeit (Usability) und ein einheitliches Aussehen über alle Betriebssysteme hinweg. Experten beurteilen den Relaunch als Bemühung, die Abwanderung von Nutzern zu GMail zu stoppen.

## Leistungen
Im Mai 2007 hat Yahoo Mail zu seinem zehnjährigen Jubiläum die bisherige Postfach-Begrenzung von 1 GB zu Gunsten eines unbegrenzten Speichers geändert. Im kostenlosen, werbefinanzierten Angebot ist Viren- und Spamschutz (unter anderem durch DomainKeys Identified Mail) enthalten, die Größe von Dateianhängen jedoch auf 25 MB begrenzt. Der Zugriff auf das Postfach aus einem E-Mail-Programm über die Protokolle POP3 und SMTP ist möglich. Ende 2013 wurde der Speicher parallel zu dem der Yahoo-Tochter flickr auf einen Terabyte begrenzt.

## Spam-Richtlinien
Benutzerkonten, die mit Spam-Aktivitäten in Verbindung gebracht werden können, werden von Yahoo ohne vorherige Warnung gesperrt, sodass Spammer jeglichen Zugriff zu anderen Yahoo-Services, mit denen ihre ID verbunden ist, verlieren. Zusätzlich betont Yahoo, dass Kalifornien der Standort ihrer Server ist und jegliche Spam-Aktivität, welche über diese Server geschieht, potentiell die Anti-Spam-Gesetze des US-Bundesstaates Kaliforniens verletzt.
Im Februar 2006 kündigte Yahoo! die Entscheidung an, bestimmten Organisationen die Möglichkeit geben zu wollen, Mails für einen Cent pro gesendete Nachricht zu zertifizieren, damit diese Mails die integrierten Spam-Filter umgehen.
Um Missbrauch zu verhindern, führte Yahoo! Mail im Jahr 2002 Filter ein, die bestimmte Wörter und Wortbestandteile in andere Wörter umänderten, die ungewollte JavaScript Ereignisse auslösen könnten. Dies führte zu vielen ungewollten Korrekturen innerhalb von Nachrichten.
Auf Nachfrage zu diesen Änderungen erklärte Yahoo!, dass die veränderten Wörter häufig genutzte Begriffe im Webscripting darstellen und auf der Ausschlussliste stehen, um Hacker daran zu hindern, schadhafte Befehle über die HTML-Funktion des Programmes zu senden.  
Bis zum 7. Februar im Jahr 2006 unterließ Yahoo! diese Praktik wieder und führte einen Unterstrich als Präfix für bestimmte verdächtige Wörter und Wortbestandteile ein. 

## Wegwerfadressen
In den Spam-Einstellungen gibt es den Bereich „Wegwerfadressen“, in dem man bis zu 500 sogenannte Wegwerf-E-Mail-Adressen einrichten kann. Ähnlich dem Spamschutzdienst Sneakemail können diese E-Mail-Adressen zum Beispiel bei Anmeldungen in Foren oder auf Webseiten von Firmen angegeben werden, von denen man Spam befürchtet. E-Mail-Nachrichten an diese Wegwerfadressen landen zusammen mit den normalen Mails im Posteingang des Yahoo-Mail-Postfachs. Die Möglichkeit zum Einrichten von Wegwerfadressen wird für neue Konten nicht mehr angeboten. 
Die Wegwerfadressen folgen dem Muster basisname-portalxy@yahoo.de. Der basisname muss einmal definiert werden, bevor man die Wegwerfadressen benutzen kann. Alle Wegwerfadressen haben dann den gleichen Basisnamen. Der Basisname ist unterschiedlich vom Yahoo!-Benutzernamen.
Der Teil portalxy kann aus Buchstaben und Ziffern bestehen und kann z. B. den Namen des Forums oder der Webseite enthalten, für die man die jeweilige Wegwerfadresse benutzen will.
Sollte man irgendwann an eine dieser E-Mail-Adressen Spam erhalten, kann man die entsprechende Wegwerfadresse löschen, weitere E-Mails an diese Adresse werden dann einfach verworfen, da der Empfänger nicht existiert. So muss man zum einen nicht überall, wo man eine solche Mailadresse verwendet hat, die Kontakt-E-Mail-Adresse aktualisieren, wie das der Fall wäre, wenn man seine normale E-Mail-Adresse wegen einer Spamflut ändern müsste. Zum anderen kann man so bei konsequenter Anwendung sehen, von wem bzw. von welcher Stelle die eigene E-Mail-Adresse möglicherweise „weiterverkauft“ oder anderweitig weitergegeben wurde.

## Kritik
Im Juli 2013 geriet Yahoo Mail in die Kritik, nachdem eine Änderung der Allgemeinen Geschäftsbedingungen bekannt wurde. Sie gestattet dem Unternehmen, sämtliche Nachrichten der Anwender automatisiert zu analysieren, wie es auch bei Google Mail erfolgt. Yahoo! rechtfertigte den Einschnitt in die Privatsphäre der Nutzer mit der Notwendigkeit, passende Werbung anzubieten. Im August 2018 wurde das Vorgehen von Yahoo! erneut in den Medien kritisiert. So sollen rund 200 Millionen Yahoo-Posteingänge von dem E-Mail Anbieter automatisch analysiert worden sein.